# Louis Stettner
Pour les articles homonymes, voir Stettner.
Louis Stettner, né le 7 novembre 1922 à New York dans le quartier de Brooklyn et mort le 13 octobre 2016, à Paris, est un photographe américain, qui a vécu une grande partie de sa vie en France.

## Biographie
Né le 7 novembre 1922 à Brooklyn dans une famille d’origine juive ashkénaze et autrichienne. Dès l'âge de 16 ans, il découvre des revues de photographie de 1900, comme Camera Work et réalise que la photographie peut être autre chose qu'un passe-temps familial. Il se plonge alors dans la photo grâce à un appareil offert par ses parents,.
Dans les années 1930, il se lie avec des photographes engagés socialement comme Lisette Model, Berenice Abbott et Weegee. Il est encouragé dans ses travaux par Alfred Stieglitz et Paul Strand.[réf. souhaitée]
Durant la Seconde Guerre mondiale, il est photographe de l'armée américaine.
En 1946, il réalise une série photographique dans le métro de New York, ce qui attire l'attention de Sid Grossman. Cette reconnaissance lui permet d'intégrer l'école de la Photo League, où il rencontre Willy Ronis. Ils planifient ensemble d'organiser une exposition de photographie française à New York. Pour sélectionner les œuvres, Stettner se rend à Paris.
Séduit par la capitale française, il s'installe finalement en région parisienne en 1947,. Faute d'école de photographie, il étudie à l'Institut des hautes études cinématographiques.
À Paris, Stettner se lie d'amitié avec Brassaï et Édouard Boubat ; il considère cette période comme l'une des plus épanouissantes de sa vie.
Il collabore avec les revues Life, Time, Réalités, Paris Match, Fortune et National Geographic.
Depuis les années 1990, il vivait à Saint-Ouen.
Il meurt en 2016, peu après la clôture d'une exposition rétrospective au Centre Pompidou. Ses cendres reposent au cimetière de Montmartre.

### Décorations
- 1999 :  Chevalier de l'ordre des Arts et des Lettres
- 2002 : décoration Gabriela Mistral (Chili)

## Style
Dans ses clichés, Stettner saisit d'abord une atmosphère : rues désertes ou boutiques vides, silhouettes… en faisant une large place au contexte météorologique de la prise de vues (pavés humides…). Certaines de ses photos sont emblématiques de son œuvre, comme celle de deux enfants à Aubervilliers (1947) ou une vue de la promenade de Brooklyn (1954).
Pour Stettner, la photographie « peut être un vrai moyen d'expression personnelle, artistique, voire dans son cas, d'ordre cosmique. Il se fait d'emblée une très haute idée de la photographie, particulièrement du noir et blanc », commente Virginie Chardin, commissaire de l'exposition présentée en 2025 aux Rencontres d'Arles.

## Publications (sélection)
- Louis Stettner, photogalerie 4, éditions Ides et Calendes, 1999  (ISBN 978-2825801581)
- (en) Louis Stettner's New York 1950s-1990s, avec Barbara Einzig, éditions Rizzoli, 1997  (ISBN 978-0847820047)
- Sous le ciel de Paris, présentation de Cavanna, éditions Parigramme, 1994[6]
- (en) Early Joy: Photographs from 1947-1972, introduction par Brassaï, éditions Janet Iffland, 1987  (ISBN 978-0961848200)
- Sur le tas, préface de Cavanna, éditions Cercle d'art, 1979

## Collections (sélection)
- Art Institute of Chicago
- Centre national d'art et de culture Georges-Pompidou, Paris
- Musée Carnavalet, Paris
- Museum of Modern Art, New York
- Metropolitan Museum of Art, New York
- Victoria and Albert Museum, Londres
- Bibliothèque historique de la ville de Paris
- Bibliothèque nationale de France, Paris
- Centre international de la photographie, New York
- Maison européenne de la photographie, Paris
- Musée de l'Élysée, Lausanne
- New York Public Library, New York

## Expositions
- 2006
  - Full House - Views from the Whitney's Collection at 75, Whitney Museum of American Art, New York
  - Galerie Bonni Benrubi, New York
  - Camera Work, Berlin
  - Fotografía Contemporánea, musée national des beaux-arts, Santiago
  - Galerie Marion Meyer, Paris
- 2016
  - Centre national d'art et de culture Georges-Pompidou, Paris
- Mars 2024 à juin 2025
  - musée Carnavalet, Paris : deux photos successives autour de la Seine, dont l'une de 1991, à l'accrochage La Seine de 1977 à nos jours.
- 2025 : « Le monde de Louis Stettner (1922-2016) », Rencontres de la photographie d'Arles[4]

### Iconographie
Louis Stettner sur le site de la galerie Benrubi.